# ウォーキングトレーナー
ウォーキングトレーナーとは、歩行の指導をおこなう指導員を指す。

## 指導員
ウォーキングトレーナーあるいはウォーキングインストラクターは、主に健康促進及び美容を目的に、歩行の指導を行う指導者。
- 健康促進

姿勢の矯正からリハビリテーション、あるいはスポーツの一環としての歩行指導に至るまで範囲が広い。
- モデル、タレントの舞台向け歩行の指導

もっぱら舞台やファッションショーでの演示を効果的にさせるため歩行姿勢を指導する。
- マタニティウォーキング

妊婦を対象にしたウオーキング法。出産時に必要な骨盤運動や体力強化にもなり、足腰のむくみを軽減するほか、胎教にも最適と言われる歩行法。

### 著名なウォーキングトレーナー
- デューク更家
- 久野真平

### 大会、イベントなど
- Reebok Runners , ランニング、ウォーキングのイベント

### 関連団体
- 日本ウォーキングセラピスト協会
- 社団法人日本ウォーキング協会